# Via Krupp
(Epigrafe all'inizio di via Krupp. La targa è in tre lingue: inglese, italiano e nella lingua nativa di Friedrich Alfred Krupp, il tedesco)
Via Friedrich Alfred Krupp (IPA: /via fʀiːdʀɪç alfreːt kʀʊp/), detta comunemente via Krupp, è una delle strade più famose dell'isola di Capri, che collega il centro storico dell'isola con la zona balneare di Marina Piccola.
Il magnate tedesco dell'acciaio Friedrich Alfred Krupp, abitando in una suite del centrale Grand Hotel Quisisana, non riusciva a raggiungere velocemente Marina Piccola, dove teneva ormeggiato il suo panfilo: comprò quindi l'intera area compresa fra la Certosa di San Giacomo e il Castiglione e vi fece costruire la strada che oggi prende il suo nome.
Dato che le rocce capresi sono di natura calcarea, via Krupp è sempre stata esposta al pericolo di caduta massi. Per questa ragione la strada ha conosciuto molti periodi di chiusura, talvolta per numerosi anni.

## Storia

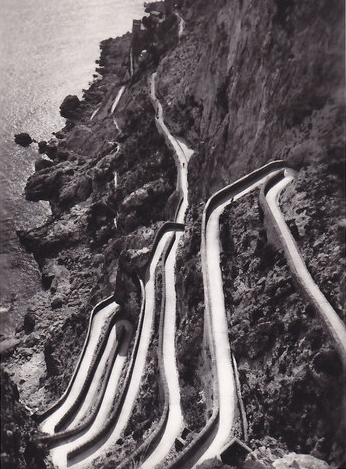
Via Krupp nel XX secolo.

### Dalla costruzione al dopoguerra
Friedrich Alfred Krupp era un amante di Capri, dove si stabilì nel 1899. Nell'isola poteva infatti trascorrere dei periodi di svago e, soprattutto, poteva svolgere ricerche biologiche marine sui plancton, di cui era appassionato, servendosi del suo panfilo Puritain ormeggiato a Marina Piccola. Krupp non possedeva una villa privata, ma abitava in una suite a quattro stanze del centrale hotel Quisisana.
Marina Piccola era tuttavia raggiungibile solamente da via Mulo, che a quei tempi era un semplice sentiero che rendeva più difficoltoso il raggiungimento del panfilo. Krupp decise così di costruire una strada che congiungesse l'hotel Quisisana a Marina Piccola; a tale proposito comprò tutta la vasta area fra la Certosa di San Giacomo e il Castiglione.
Nel 1899 Krupp propose quindi al sindaco di Capri, Federico Serena, la costruzione di una strada che connettesse Marina Piccola e la Certosa, sottolineandone non solo l'utilità ma anche l'importanza dal punto di vista turistico; a tal fine mise a disposizione una significativa offerta in denaro. La proposta fatta da Krupp venne esaminata nella seduta consiliare del 28 maggio 1899; il sindaco ritenne l'opera di pubblica utilità, asserendo anche che la via sarebbe anche servita «da comoda passeggiata invernale».
Nonostante alcune perplessità avanzate durante il consiglio da alcuni consiglieri, l'idea di Krupp fu approvata; l'elaborazione del progetto venne affidata a Emilio Mäyer, un architetto di origini napoletane giunto nell'isola nel 1872. Per la realizzazione dell'opera si rese necessario l'esproprio di alcune terre del fondo Certosa; quest'ultima si rivelò essere un'operazione molto complessa che si concluse con la vendita all'asta del fondo, che fu aggiudicato a Krupp per 29.500 lire.
Così viene descritto il fondo acquistato da Krupp in una copia esecutiva della quietanza del 4 luglio 1901:
Krupp inoltre concesse ai Vuotto, suoi vecchi affittuari, «il diritto a raccogliere e a far propria la vendemmia» nella terra non interessata dalla costruzione di via Krupp, che era già in atto; per la sua realizzazione si tagliò la roccia viva fino al mare, per un totale di un chilometro, 346 metri e sessanta centimetri.
Nella primavera del 1902 i lavori furono ultimati e la via assunse il nome del suo benefattore, divenendo così «via Krupp». Nel frattempo, il 2 aprile dello stesso anno, a Krupp fu conferita la cittadinanza onoraria caprese in modo da «esprimere un attestato di perenne gratitudine». Dopo il termine dei lavori Krupp acquistò così, attrezzandola come un pied-à-terre, la grotta di Fra' Felice, scavata nella roccia e spesso indicata come la «lussuosa villa di Krupp a Capri». Usata come un semplice luogo di ritrovo tra amici, la grotta fu trasformata in una piccola abitazione a due piani, raggiungibile attraverso un ponte in muratura.
Il 20 settembre 1918, durante il primo conflitto mondiale, il consiglio comunale prese la decisione di ribattezzare via Krupp e i giardini Krupp rispettivamente «via di Augusto» e «giardini di Augusto», per non conservare il ricordo (nel nome tedesco) «della potenza distruttrice delle artiglierie». La popolazione caprese, in ogni modo, continuò a chiamare la strada con il nome del magnate tedesco dell'acciaio; solo nel 1961 la giunta comunale decise di restituire alla strada la sua vecchia denominazione.

### Dagli anni sessanta in poi

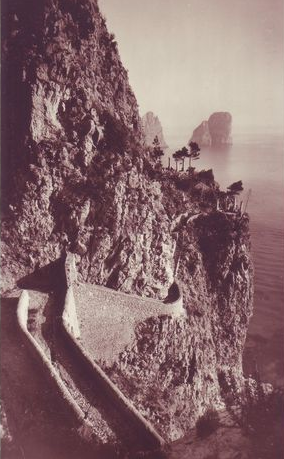
Via Krupp con i Faraglioni sullo sfondo; si intravede anche la piccola scalinata che conduce alla casa di Fra' Felice.

Di seguito una descrizione di Bruno Manfellotto su via Krupp durante gli anni sessanta:
Di pomeriggio, quando il sole era meno alto, via Krupp si riempiva di mamme, o delle ultime balie con grembiule e coralli, che si spingevano fin qui in passeggiata dai giardini di Augusto con i piccoli a piedi o in carrozzina. La sera, dopo il tramonto, toccava ai ragazzi più grandi, che nella penombra si scambiavano il primo bacio o azzardavano una carezza.»
La strada tuttavia, durante gli anni settanta, andò lentamente degradando. Fatale fu la caduta di un masso nel 1976, che danneggiò gravemente la strada e indusse le autorità capresi a chiuderla definitivamente per evitare vittime. Ciononostante via Krupp, anche se chiusa, continuò ad attrarre i turisti che continuarono a percorrere i sentieri; fu necessario erigere prima dei muretti, poi dei cancelli. L'unico tentativo di riaprirla ci fu nel 1994, ma ben presto la strada venne nuovamente chiusa.
Dopo il fallito tentativo di apertura del 1994, si iniziò a lavorare per riaprire definitivamente la strada; a questo scopo furono stanziati oltre 7 milioni di euro dalla Regione Campania per il consolidamento e la bonifica dei costoni. Il 12 aprile 2008, trentadue anni dopo la chiusura della strada, la Regione annunciò che via Krupp sarebbe stata riaperta a breve, il 30 giugno dello stesso anno. L'annuncio, dopo la crisi dei rifiuti in Campania, fu decisivo per il mercato turistico internazionale campano: furono per questo motivo invitati il presidente della Repubblica Giorgio Napolitano e l'ambasciatore tedesco in Italia Michael Steiner.
L'inaugurazione venne fissata per il giorno prima, 29 giugno, tuttavia l'evento fu ritardato di un giorno a causa della pioggia. Steiner ironizzò su questo argomento annunciando:
(Michael Steiner)
Napolitano invece ha affermato:
(Giorgio Napolitano)
Nonostante i lavori, un anno dopo l'apertura, il 12 febbraio 2009, ci fu un'altra frana. Crollò infatti parte di un costone roccioso (non quello interessato dagli interventi dell'anno precedente) che colpì la casa di Fra' Felice, come già accennato acquistata da Krupp, che la trasformò in un'abitazione a due piani. Secondo i tecnici le cause del crollo furono le forti piogge e le basse temperature. Nonostante ulteriori protezioni, le cadute di massi continuarono: nel tardo pomeriggio del 4 giugno 2011, infatti, nel tratto finale della strada, cadde un blocco di pietra di medie dimensioni, staccatosi da un costone. Anche se non ci furono vittime, la strada fu chiusa su provvedimento dell'allora sindaco Ciro Lembo per otto giorni.
Nel giugno 2023 via Krupp è riaperta al traffico pedonale a seguito di imponenti lavori di consolidamento del costone durati ben nove anni. Oggi è possibile percorcorrela oltre che ammirarla dai soprastanti giardini di Augusto.

## Geologia
Le falesie dei versanti calcarei di Capri sono interessate da pericolosi fenomeni di instabilità; anche via Krupp, come già accennato, ha conosciuto ripetute fenomenologie di crollo.

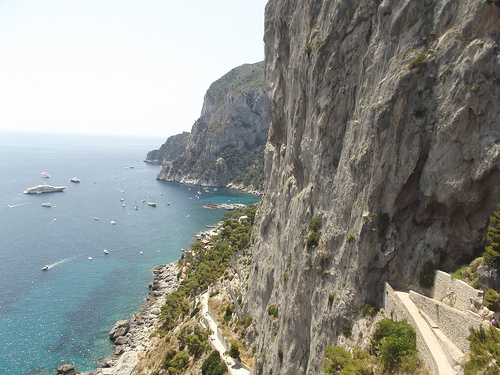
Un versante roccioso di via Krupp. Le rocce in questa zona sono molto friabili e perciò la strada è stata chiusa al pubblico per molto tempo. Si intravede, inoltre, il rettilineo in basso a sinistra.

L'isola di Capri è composta dagli elementi geologici-strutturali di Capri e Anacapri, distaccate da una sella mediana dalla quale fuoriescono sedimenti terrigeni miocenici ricoperti da depositi quaternari piroclastici.
Diversi geologi si sono interessati alla complessità strutturale dell'isola di Capri, proponendo tre situazioni strutturali. Nella prima situazione i sedimenti terrigeni vengono considerati in continuità stratigrafica sui terreni mesozoici. Nella seconda le masse calcaree vengono attribuite a due unità tettoniche sovrapposte ed i sedimenti silicoclastici sono ubicati nella parte più alta dell'unità inferiore. Nella terza, invece, vi è un modello più articolato dove l'unità tettonica superiore è un'antiforme limitata alla base da un piano di sovrascorrimento e in affioramento nella costa nordorientale dell'isola, presso punta Caterola, punta del Capo e punta Sbruffo.
Via Krupp, quindi, affiora estesamente la formazione del Calloviano-Valanginiano, costituita da calciruditi bioplastiche con abbondante matrice micritica e calcareniti.

### Aspetti strutturali
Lungo i versanti di via Krupp sono state identificate delle discontinuità planari quali piani di strato (detti anche joints) e piani di faglia. Nel settore orientale di via Krupp e in quelli sottostanti i giardini di Augusto, inoltre, gli strati sono caratterizzati da un'inclinazione di 70° e da un'immersione media N320E. Per quanto riguarda la discontinuità tettonica, esistono più sistemi di faglie. Tra queste le maggiori presentano direzioni medie N40E, un'inclinazione di 70° circa e immersione SE.
Le zone interessate dalle faglie trascorrenti, costituite da fasce d'ampiezza di dieci metri, sono contraddistinte dalla presenza dei litoni, ovvero di cataclasiti centimetricamente spaziate.

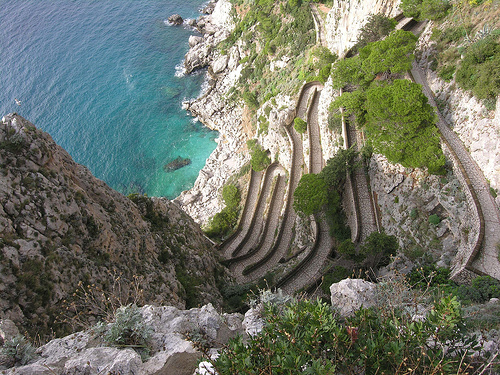
I versanti calcarei di via Krupp sono geologicamente molto complessi.

Nella zona di via Krupp vi sono, oltre alle due zone di trascorrenza ubicate al bordo del rilievo del Castiglione, altre quattro fasce intermedie di diversa grandezza.
Bisogna notare inoltre che la cementazione dei litoni degli ammassi di via Krupp è dovuta ai fenomeni di pressione-dissoluzione e compressione legati al campo di taglio. Le faglie con direzione NS connesse alle fasi immergenti e plio-quaternarie sia ad E che a W sono risultate impostate su aree di debolezza preesistente e in corrispondenza delle aree di taglio trascorrenti; il sistema NS, in concomitanza a quello in direzione EW, delimita piccoli alti morfologici (come quello del Castiglione), attraverso rigetti di dieci metri. Le faglie bordiere, che delimitano l'intera isola (che, non a caso, è orientata in senso EW) sono anche caratterizzate dalle orientazioni delle discontinuità neotettoniche.
I principali sistemi di joints, inoltre, sono orientati con direzioni medie N330E e N30E immergenti a NE e NW con inclinazioni di 60°; è possibile dedurre che ciò sia una conseguenza delle fasi complessive che hanno ridotto la struttura dell'isola.

### Aspetti geomeccanici
I versanti rocciosi di via Krupp sono contraddistinti da sei concentrazioni, con un massimo assoluto di 5,2% raggiunto da tre famiglie; queste ultime costituiscono l'insieme di più sistemi di discontiunità riconoscibili tramite un'analisi strutturale.
Di seguito una tabella dei dati delle famiglie:
| Famiglia | Immersione | Inclinazione |
| -------- | ---------- | ------------ |
| F1       | N70E       | 70°          |
| F2       | N96E       | 80°          |
| F3       | N154E      | 70°          |
| F4       | N252E      | 80°          |
| F5       | N282E      | 60°          |

La spaziatura di tali discontinuità, fattore di controllo delle dimensioni dei blocchi rocciosi unitari, ha valori compresi tra due centimetri e un metro. Le spaziature dell'ordine di 30-50 centimetri sono ascrivibili al sistema EW, un'unità tettonica particolarmente significativa nell'evoluzione morfologica dell'isola; quelle a maggior frequenza (1-2 centimetri) sono tipiche invece della roccia di faglia.

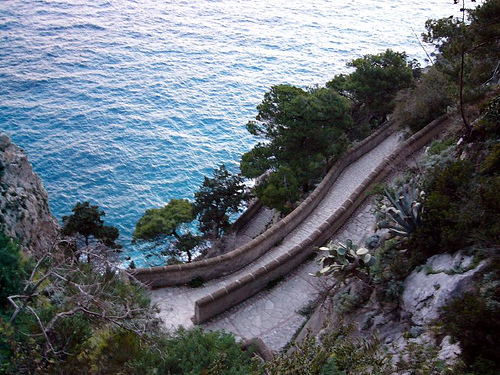
Sezione della strada.

Questo sistema, come quello NS, è in grado di isolare blocchi composti da masse pervasivamente fratturate poiché disloca anche gli ammassi cementati da fenomeni presso-distruttivi e costituiti da roccia di faglia trascorrente.
In generale, inoltre, i blocchi risultano in perfetto contatto lungo i tagli e le superfici artificiali orientati trasversalmente a via Krupp. La situazione è diversa dove le masse sono sottoposte all'influenza dell'evoluzione morfologica; in particolare lungo le pareti naturali sono presenti significativi disarticolamenti delle masse, sia quando composte da ammassi ricementati e fratturati e sia quando sono costituite da blocchi unitari.
Presso i giardini di Augusto, nelle zone più elevate dei versanti, le discontinuità aperte contengono materiali di riempimento detritico quaternario. In alcuni casi è presente anche una cementazione calcitica, avvenuta dopo le fasi tettoniche a carattere distensivo più recenti. Per quanto concerne lo stato di conservazione delle pareti della discontinuità, invece, vi è una scarsa alterazione che è la causa della colorazione litologica.
Alle condizioni idrauliche del versante è stato attribuito un valore medio di 7 relativo a situazioni di roccia umida. Utilizzando il martello di Schmidt, i valori di rimbalzo sono risultati sempre superiori a 40 e sono attribuibili valori di resistenza a compressione delle pareti del giunto superiore a 80 MPa.
Di seguito, infine, una tabella dove sono riportati i valori dei parametri della classificazione geomeccanica di Bieniawski definiti nelle zone di tipo:
|                          | Valore A | Valore B | Valore C |
| Res. roccia intatta      | 7        | 7        | 7        |
| Indice R.Q.D.            | 3        | 8        | 13       |
| Spaziatura               | 5        | 5        | 8        |
| Con. delle discontinuità | 10       | 20       | 25       |
| Cond. idrauliche         | 7        | 7        | 7        |
| R.m.r. di base           | 32       | 47       | 60       |

## Percorso

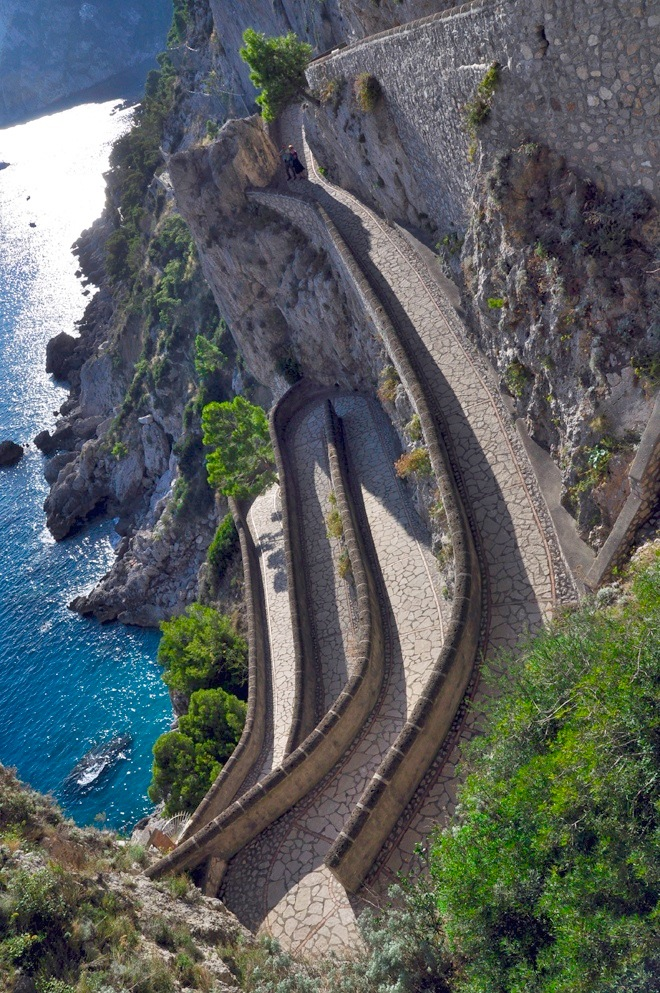
I tornanti di via Krupp: sullo sfondo è visibile il termine del breve rettilineo iniziale della strada.

### Caratteristiche
Via Krupp ha inizio subito dopo la scalinata che conduce ai giardini di Augusto, da cui è possibile vedere la strada dall'alto. A questo punto, dopo il breve tratto iniziale in linea retta, via Krupp procede con la sua andatura caratterizzata da numerosi tornanti, per un totale di otto curve.
Segue al percorso a tornanti un lungo rettilineo, al cui inizio vi si trova il cancello che conduce alla casa di Fra' Felice (ora distrutta da una frana). Dal rettilineo è possibile sia vedere i celebri Faraglioni di Capri sia accedere in uno dei due sentieri che conducono rispettivamente alla grotta del Castiglione e a quella dell'Arsenale.
Un cancello grigio segna la fine del rettilineo; da questo punto in poi via Krupp si tramuta da strada pedonale in via carrozzabile e prosegue sino a terminare confluendo in via Marina Piccola, la strada carrabile che conduce all'omonima località.

### Sentieri alternativi
Da via Krupp partono dei sentieri che si distaccano da quelli più noti o consueti, dando la possibilità di conoscere aspetti del paesaggio, della vegetazione e della geologia altrimenti non godibili seguendo gli itinerari normali. I sentieri che hanno inizio da via Krupp sono due, e sono quelli che conducono alla grotta del Castiglione e alla grotta dell'Arsenale.

#### Grotta del Castiglione
La grotta del Castiglione è la più grande cavità di Capri e si apre a 250 metri sul livello del mare. Vista da via Krupp l'antro non sembra essere raggiungibile a piedi; il sentiero è percorribile sia dall'alto verso il basso che viceversa.
Il percorso in salita ha inizio a via Krupp, prendendo il sentiero e le scale che si inerpicano sulla montagna fra la deviazione che conduce alla grotta dell'Arsenale e quella che conduce alla località di Torre Saracena. Percorrendo il sentiero si arriva alla cavità dopo quindici o venti minuti.

#### Grotta dell'Arsenale
La grotta dell'Arsenale è una cavità che giace sotto al percorso di via Krupp; il suo nome deriva dall'antica credenza che in essa ci sia stata una fabbrica di imbarcazioni. Il sentiero che conduce alla grotta dell'Arsenale è molto vicino a quello che termina invece alla grotta del Castiglione.
Si può arrivare alla caverna partendo dall'ultimo tratto rettilineo di via Krupp, lungo il quale si trova un cancello bianco; quest'ultimo, se scavalcato, dà accesso ad un sentiero assai malridotto che, attraverso gli enormi massi rocciosi, arriva su una scogliera. Proseguendo lungo quest'ultima si arriva alla grotta dell'Arsenale.

## Via Krupp e l'arte
Sin dalla sua nuova apertura (dopo i 36 anni di chiusura) via Krupp ha ospitato molte manifestazioni. Dal 1º agosto 2008 (data della sua riapertura al pubblico dopo l'inaugurazione che vide la presenza del Presidente della Repubblica Giorgio Napolitano) via Krupp è stata la sede espositiva di opere d'arte contemporanea per l'evento "Capri Steel Peace – dai cannoni all'arte". Nella notte del 1 agosto fu tenuta una performance dell'artista Pietro Lista, a dispetto delle frane e delle cadute di pietre dal sovrastante costone roccioso che ne avevano inibito l'utilizzo per un così lungo tempo, realizzò in una fornace appositamente installata per l'occasione, una serie di 5 "pietre di ferro" (in onore alla storia di Alfred Krupp) che furono poi lasciate per l'intero mese di agosto lungo il cammino di via Krupp. Nella stessa manifestazione furono per esempio esposte opere come l'Albero della speranza (dell'artista Ferdinando Ambrosino), un'opera di mille chili lavorata sempre in ferro con elementi decorativi in ceramica, o la Madonna con bambinino, dell'artista Riccardo Dalisi, che per l'appunto raffigura Maria con Gesù.
Due anni dopo, nel 2010, si tenne un altro evento artistico, "Passo dopo Passo... nella storia e nel mito di Capri", dove l'artista Pietro Iori ha installato centosei orme che rappresentano le "impronte" lasciate da persone come Tiberio o Norman Douglas: su alcune orme è stato infatti possibile trovare immagini delle persone che hanno fatto la storia dell'isola.
Nel 2011, si è tenuto l'evento artistico "Sbandierare l'arte nei centocinquant'anni dell'Unità d'Italia", che ha visto in via Krupp il luogo ideale dove poter installare opere artistiche in occasione dei 150 anni dell'Unità d'Italia. Per l'evento furono issate sulla parete rocciosa di via Krupp venticinque bandiere, in onore al tricolore italiano, realizzate da vari artisti (come Giuseppe Desiato). Le bandiere sono state mantenute sulla parete rocciosa per tutta la durata dell'estate del 2011.